# Lathrolestes gibbosus
Lathrolestes gibbosus är en stekelart som beskrevs av Barron 1994. Lathrolestes gibbosus ingår i släktet Lathrolestes och familjen brokparasitsteklar. Inga underarter finns listade i Catalogue of Life.